# Mallanaikanahalli Kaval, Madhugiri
Mallanaikanahalli Kaval là một làng thuộc tehsil Madhugiri, huyện Tumkur, bang Karnataka, Ấn Độ.